# Институт теоретической и прикладной механики имени С. А. Христиановича СО РАН
Институт теоретической и прикладной механики им. С. А. Христиановича СО РАН — один из институтов Новосибирского научного центра Сибирского отделения Российской академии наук. Расположен в Новосибирском Академгородке. Основан в 1957 году.

## Направления исследований
Основными направлениями научной деятельности института являются:
- математическое моделирование в механике
- физико-химическая механика
- механика твердого тела, деформации и разрушения
- аэрогазодинамика

## История

Бюст С. Христиановича в вестибюле института

Институт был основан в 1957 году (постановление Президиума АН СССР от 7 июня 1957 года № 448). В 2005 году Институту присвоено имя академика С. А. Христиановича (постановление Президиума Российской академии наук от 28 июня 2005 г. № 182). Директорами института в разные годы были:
- 1957—1965 — академик С. А. Христианович
- 1965—1966 — М. Ф. Жуков, член-корр. АН СССР с 1968, академик РАН с 1992
- 1966—1971 — академик В. В. Струминский
- 1971—1976 — член-корр. АН СССР Р. И. Солоухин
- 1976—1984 — академик Н. Н. Яненко
- 1984—1989 — член-корр. АН СССР В. Г. Дулов
- 1990—2015 — В. М. Фомин, член-корр. РАН с 1994, академик РАН с 2006
- 2015 — н.в. — член-корр. РАН А. Н. Шиплюк

## Структура
В состав института входят следующие научные и экспериментально-производственные подразделения:
- Лаборатория Оптических методов диагностики газовых потоков[6]
- Лаборатория Сверхзвукового горения
- Лаборатория Лазерных технологий
- Лаборатория Физики быстропротекающих процессов
- Лаборатория Гиперзвуковых технологий
- Лаборатория Физики многофазных сред
- Лаборатория Вычислительной аэродинамики
- Лаборатория Аэрофизических исследований дозвуковых течений
- Лаборатория Моделирования процессов в механике и лазерной физике
- Лаборатория Экспериментальной аэрогазодинамики
- Лаборатория Гиперзвуковых течений
- Лаборатория Волновых процессов в сверхзвуковых вязких течениях
- Лаборатория Физики дугового разряда
- Лаборатория Плазмодинамики и энергопреобразования в дисперсных системах
- Лаборатория Термомеханики новых материалов и технологий
- Лаборатория Волновых процессов в ультрадисперсных средах
- Международный центр аэрофизических исследований (ICAR, с 1991)
- Тюменский филиал ИТПМ
- Филиал ИТПМ СО РАН «Опытный завод» (с 2005)

## Журналы
В институте издаются или он является соучредителем следующих научных журналов:
- Журнал прикладной механики и технической физики (ПМТФ);
- Физика горения и взрыва (ФГВ);
- Теплофизика и аэромеханика;
- Физическая мезомеханика.

## Дирекция
- Директор — Шиплюк Александр Николаевич, доктор физико-математических наук, член-корреспондент РАН
- Заместители директора по научной работе:
  - Бондарь Евгений Александрович, кандидат физико-математических наук
  - Краус Евгений Иванович, кандидат физико-математических наук
  - Сидоренко Андрей Анатольевич, кандидат физико-математических наук[7]
  - Губайдуллин Амир Анварович, профессор, доктор физико-математических наук, директор Тюменского филиала[8]

## Ведущие научные сотрудники
Лауреат Государственной премии СССР В. К. Баев

Лауреат Государственной премии СССР А. Ф. Гаранин

Лауреат Государственной премии СССР Е. Г. Зауличный

Лауреат Государственной премии СССР А. Д. Рычков

Лауреат Государственной премии СССР П. К. Третьяков
 
Заслуженный деятель науки РФ А. М. Харитонов

Лауреат Государственной премии СССР И. К. Яушев